# فيكرز فينداس
فيكرز فينداس (Vendace) طائرة  تدريب بريطانية من فترة عشرينيات القرن العشرينت. صممت أصلا لتستخدمها البحرية كطائرة تديب تطفو على الماء.

## المشغلون
- سلاح الجو البوليفي
- سلاح الجو الملكي